# Colibrí calçat multicolor
El colibrí calçat multicolor (Eriocnemis mirabilis) és una espècie d'ocell de la família dels troquílids (Trochilidae) que habita l'oest de Colòmbia.